# Выборы в Законодательное собрание Новосибирской области (2025)
Выборы в Законодательное собрание Новосибирской области VIII созыва должны состоятся в Новосибирской области 14 сентября 2025 года в единый день голосования. Голосование по решению Новосибоблизбиркома будет проводиться 12, 13 и 14 сентября.
На 1 января 2025 года в Новосибирской области зарегистрировано 2 180 285 избирателей, из которых 1 224 581 (56.1%) проживают в областном центре.
Выборы проводят 44 территориальные избирательные комиссии, 1757 участковых комиссий (5 участков в местах временного прибывания избирателей), на 772 (почти 44%) участках применят КОИБ.
Действующий состав Заксобрания избран 13 сентября 2020. Досрочно проголосовали тогда 269 276 человек (больше 44% от принявших участие), в помещениях участков выдано 312 831 бюллетеней, вне помещений - 27 479 (4,51%). Явка в целом составила 28,25%. Но в стационарных ящиках оказалось 313 233 - на 402 бюллетеня больше, чем выдано избирателям в помещениях участков  в ЕДГ 2020. По  необъявленным причинам признаны недействительными 22 451 (3,7%) бюллетеней. В подсчётах не участвовало 2 026 (0,33%) бюллетеней выданных избирателям. Единая Россия получила 38,13%, КПРФ - 16,63%, ЛДПР - 13,58%, Новые люди  - 6,92%, Справедливая Россия - 6,12%, Партия пенсионеров - 5,69%.
27 июня облизбирком приняла решение о присвоении избирательному участку № 1420 статуса именного  - Рассадкиной Валентины Константиновны - директора до 2014 г. средней школы с углублённым изучением английского языка №5  наукограда Кольцово  и претендента на грант Соросовский учитель 1998 года.

## Избирательная система
В Законодательное собрание избираются 76 депутатов по смешанной избирательной системе. 38 депутатов избираются по партийным спискам (пропорциональная система) для которых установлен 5%-й барьер, а распределение мест между списками происходило по методу Империали, модифицированным таким образом, чтобы каждый партийный список, преодолевший проходной барьер, получил как минимум один мандат. Другие 38 депутатов избираются по одномандатным округам (мажоритарная система), побеждает набравший большинство голосов. Срок полномочий — пять лет. На первом заседании один из депутатов будет избран в Совет Федерации сенатором, а его мандат будет передан следующему кандидату в списке, если тот кого направят в Совет Федерации будет из депутатов избранных в едином округе.

## Кандидаты

### Партийные списки
Для регистрации списков кандидатов партиям, не освобожденным от сбора подписей, необходимо собрать 0,5 % подписей от общего числа зарегистрированных избирателей в Новосибирской области на 01.01.2025  - 2 180 285 избирателей. Необходимо представить для регистрации партийного списка 10 902 подписи.
Следующие партии были освобождены от необходимости собирать подписи для регистрации списка кандидатов:
- Единая Россия
- КПРФ
- ЛДПР
- Справедливая Россия — За правду
- Новые люди
- Партия Пенсионеров
- Родина
- Российская экологическая партия «Зелёные»

| Номер в бюллетене | Партия | Партия                                    | Общая часть списка                                        | Кандидатов в списке | Статус списка   |
| ----------------- | ------ | ----------------------------------------- | --------------------------------------------------------- | ------------------- | --------------- |
| 8                 |        | Единая Россия                             | Андрей Травников • Александр Карелин • Андрей Шимкив      | 155                 | Зарегистрирован |
| 7                 |        | КПРФ                                      | Владимир Карпов • Николай Машкарин • Роман Яковлев        | 59                  | Зарегистрирован |
| 2                 |        | ЛДПР                                      | Леонид Слуцкий • Анна Терешкова • Александр Бойко         | 75                  | Зарегистрирован |
| 1                 |        | Справедливая Россия — За правду           | Александр Аксененко • Руслан Колник • Роман Сивак         | 98                  | Зарегистрирован |
| 3                 |        | Новые люди                                | Владислав Даванков • Дарья Карасева • Илья Поляков        | 152                 | Зарегистрирован |
| 6                 |        | Родина                                    | Вячеслав Илюхин • Константин Антонов • Леонид Рыбин       | 65                  | Зарегистрирован |
| 5                 |        | Партия пенсионеров                        | Владимир Ворожцов • Александр Аверкин • Сергей Кондратьев | 70                  | Зарегистрирован |
| 4                 |        | Российская экологическая партия «Зелёные» | Екатерина Писецкая                                        | 40                  | Зарегистрирован |

### Одномандатные избирательные округа
Для регистрации кандидатов в одномандатных округах необходимо собрать 3% подписей зарегистрированных избирателей округа. Минимальное количество 1550 подписей требуется в округах с 1 по 5. Половину 775 подписей можно собрать через "Госуслуги". Дополнительно можно сдать ещё 155 подписей. Максимальное количество 1894 подписей требуется в округах №№ 26 и 30. Неравенство округов составляет 22,19%. Через Госуслуги можно собрать 947 подписей. Новая Схема избирательных округов принята Законодательным собранием 27 февраля 2025. В нарушение требований Федерального закона округа №№7, 10 и 24 созданы из территорий не граничащих между собой. В них включили части города Новосибирска и сельские районы, находящиеся от города на большом расстоянии и отрезанные территорией других округов.
| Партия | Партия                          | Число выдвинутых кандидатов | Число зарегистрированных кандидатов |
| ------ | ------------------------------- | --------------------------- | ----------------------------------- |
|        | Единая Россия                   | 36                          | 36                                  |
|        | КПРФ                            | 36                          | 34                                  |
|        | ЛДПР                            | 37                          | 36                                  |
|        | Родина                          | 2                           | 2                                   |
|        | Справедливая Россия — За правду | 36                          | 34                                  |
|        | Новые люди                      | 33                          | 32                                  |
|        | Партия пенсионеров              | 23                          | 21                                  |
|        | Самовыдвижение                  | 9                           | 1                                   |
| Всего  | Всего                           | 212                         | 196                                 |